# George Japha
Georg Japha (Vorname auch: George oder Georg Joseph; * 28. August 1834 in Königsberg (Preußen); † 25. Februar 1892 in Köln) war ein deutscher Violinist.

## Leben
Georg Japha erhielt seine Ausbildung von 1850 bis 1853 am Conservatorium der Musik in Leipzig unter Ferdinand David und Raimund Dreyschock sowie später in Paris durch Jean-Delphin Alard. Zwischen 1855 und 1857 spielte er im Gewandhausorchester Leipzig, seine erste Festanstellung fand er in Frankfurt am Main als erster Violinist im Orchester des städtischen Theaters. 1853 bis 1863 wirkte er in seiner Vaterstadt Königsberg als Lehrer und organisierte dort Kammermusik-Konzerte mit Adolf Jensen.

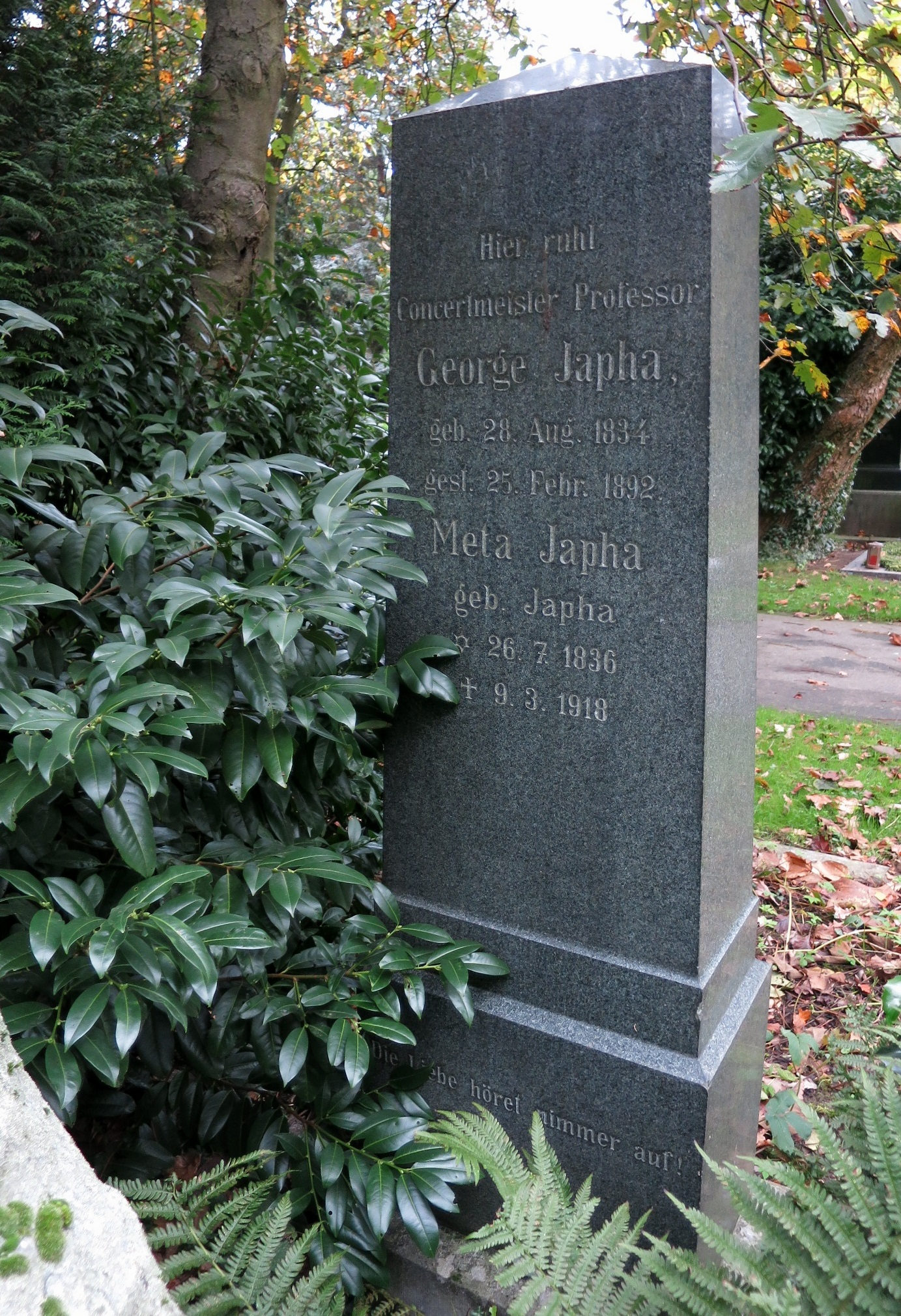
Grab der Eheleute Japha auf dem Kölner Friedhof Melaten

Von Königsberg aus unternahm er Konzertreisen, unter anderem im Winter 1857/58 nach Russland und 1863 nach London. In demselben Jahr wurde er als Konzertmeister im Kölner Gürzenich-Orchester und als Lehrer für Violinspiel an die Rheinische Musikschule nach Köln berufen. Zu seinen Schülern zählten Emil Kreuz, Friedrich August Stock und Carl Venth.
Neben seiner Lehrtätigkeit bis 1892 trat er weiterhin als Solist und in Quartetten – auch zusammen mit Gustav Hollaender – auf.
Georg Japha war mit seiner Cousine Meta Japha (1836–1918), einer Schwester der Pianistin und Komponistin Louise Japha, verheiratet. Ihre gemeinsame Grabstätte befindet sich auf dem Kölner Friedhof Melaten (Flur 52 Nr. 45–46).